# Nesle-Schwestern
Nesle-Schwestern (französisch sœurs de Nesle) war die Bezeichnung für die Töchter von Louis III. de Mailly, Marquis von Nesle (1689–1767), und seiner Frau Armande Félice de La Porte Mazarin (1691–1729). Ludwig III. war Prinz von Oranien. Seine Frau war die Enkelin von Hortense Mancini und Großnichte von Kardinal Mazarin.
Das Paar hatte fünf Töchter. Vier von ihnen wurden als Mätressen des Königs Ludwig XV. bekannt.
- Louise Julie de Mailly-Nesle (1710–1751), Gräfin von Mailly. 1726 heiratete sie ihren Cousin, Louis-Alexandre, Graf von Mailly. Von 1733 bis 1739 war sie eine Maitresse von Ludwig XV. 1739 verlor sie diese Position an ihre Schwester Pauline. 1741 kehrte sie nochmals an den Hof zurück, aber wurde von dort 1742 auf Drängen ihrer Schwester Marie-Anne vertrieben.
- Pauline-Félicité de Mailly-Nesle (1712–1741), Gräfin von Vintimille. Im Jahr 1739 heiratete sie Jean-Baptiste, Graf von Vintimille (1720–1777). 1741 gebar sie Ludwig XV. einen Sohn, Charles, der nicht als Kind des Königs anerkannt wurde. Weil er Ludwig XV. sehr ähnlich gesehen haben soll, wurde Charles auch als Halb-Ludwig (französisch Demi-Louis) bekannt. Pauline verstarb wenige Tage nach seiner Geburt.
- Diane-Adélaïde de Mailly-Nesle (1713–1760), Gräfin von Lauraguais. Sie heiratete Louis de Brancas, Graf von Villars und Graf Lauraguais.
- Hortense-Félicité de Mailly-Nesle (1715–1799), Marquise von Flavacourt. Sie war die einzige der Schwestern, die das Bett nicht mit Ludwig XV. teilte. Sie heiratete François-Marie de Fouilleuse, Marquis von Flavacourt.
- Marie-Anne de Mailly-Nesle (1717–1744), Marquise von La Tournelle, später Gräfin von Châteauroux.

Der Schriftsteller Émile Henriot stützte sich in seinem Portrait de femmes auf die imaginären Erinnerungen eines Polygraphen (Correspondance du maréchal de Richelieu von 1792), um verschiedene Dialoge und Szenen zu dem Thema zu erfinden.

## Galerie

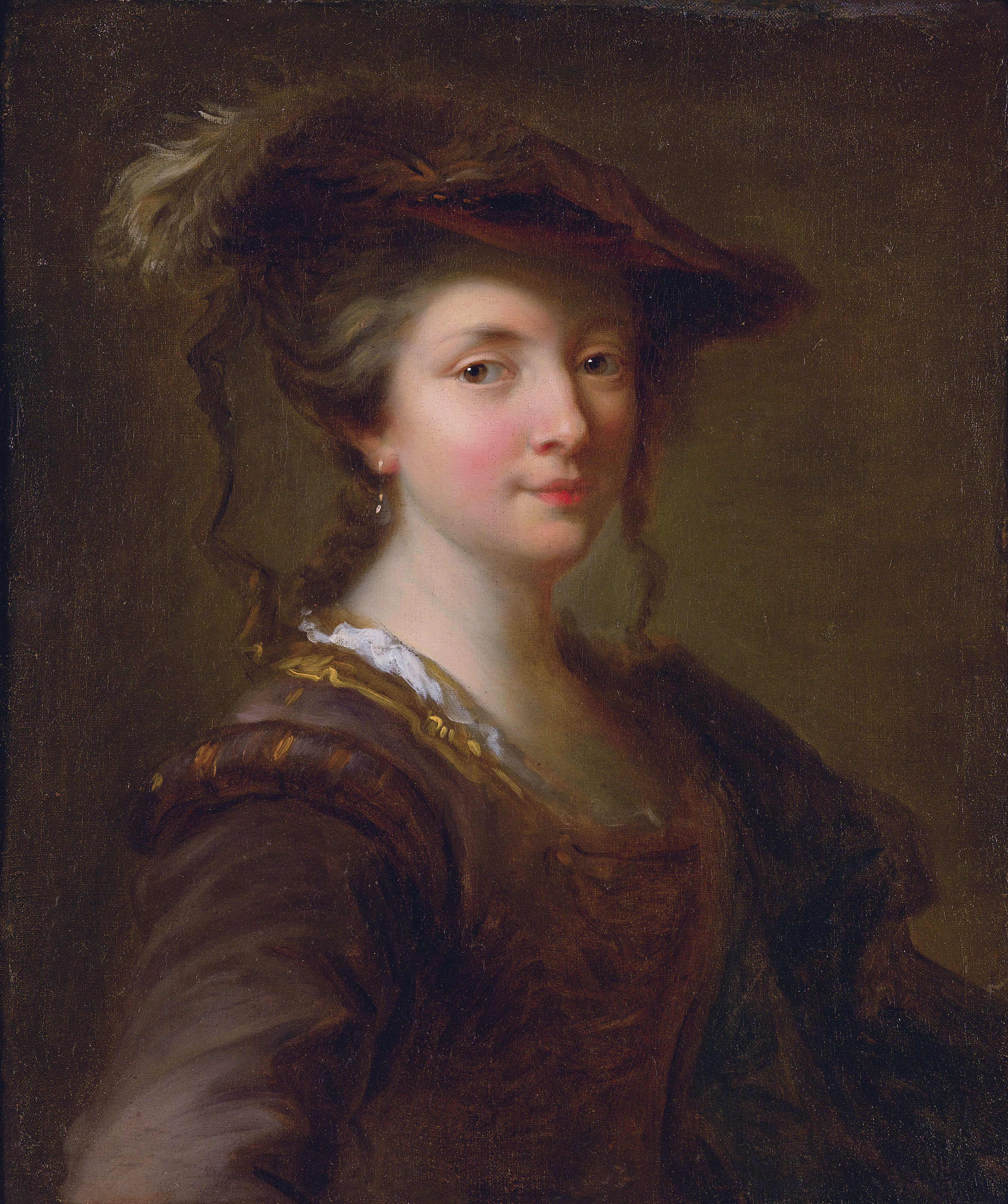
Louise Julie (1710–1751)
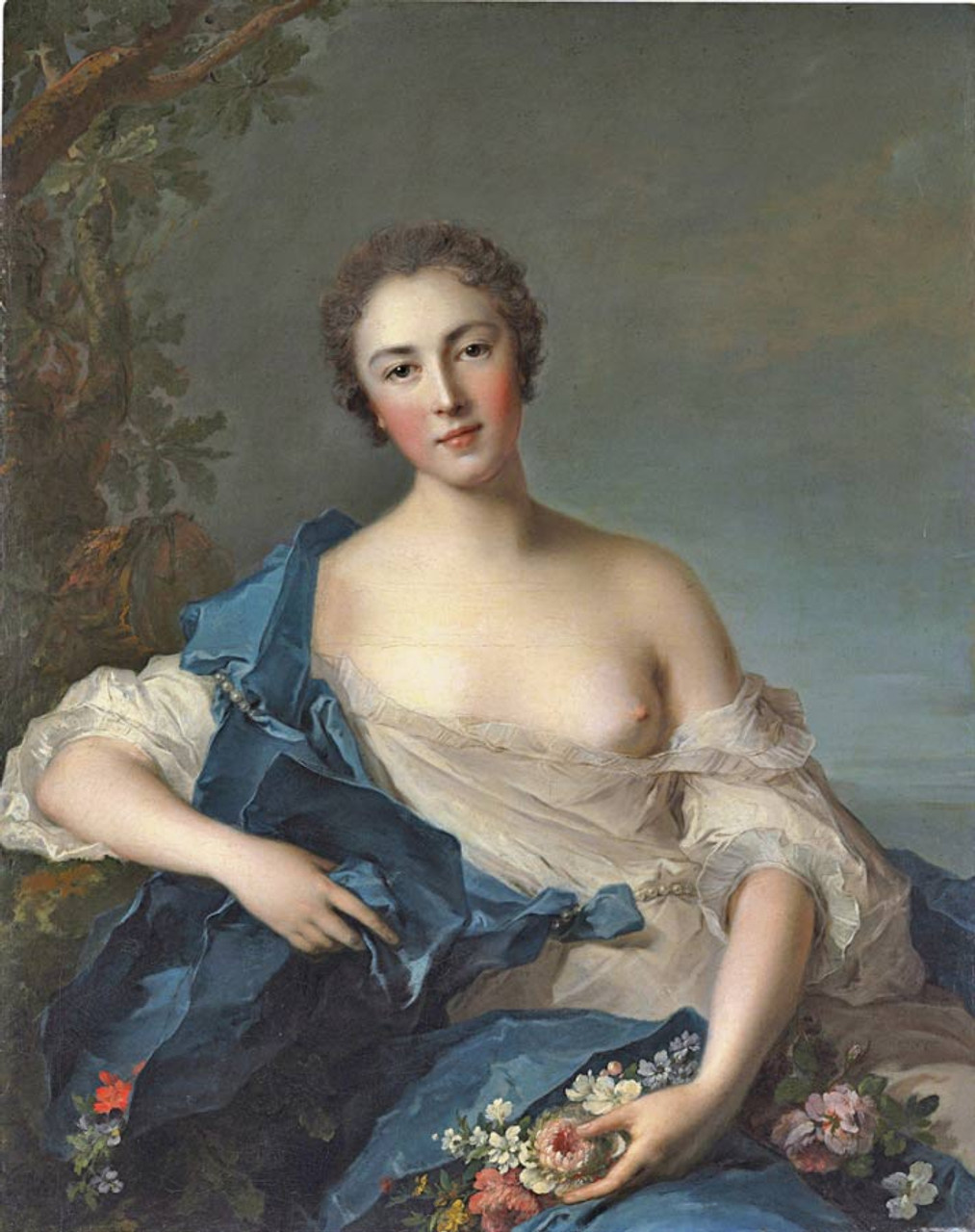
Pauline-Félicité (1712–1741)
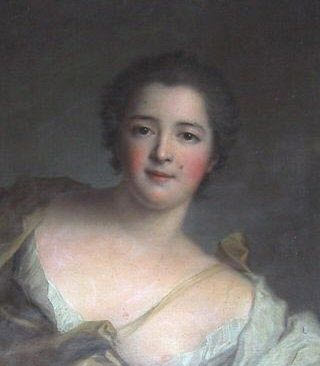
Diane-Adélaïde (1713–1760)
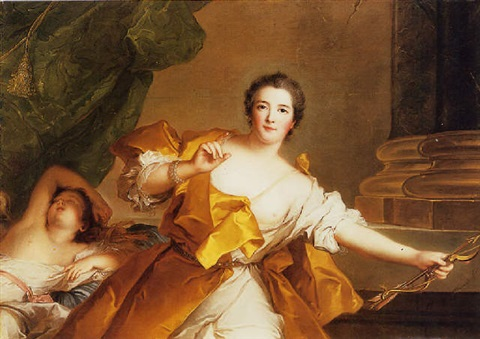
Hortense-Félicité (1715–1799)
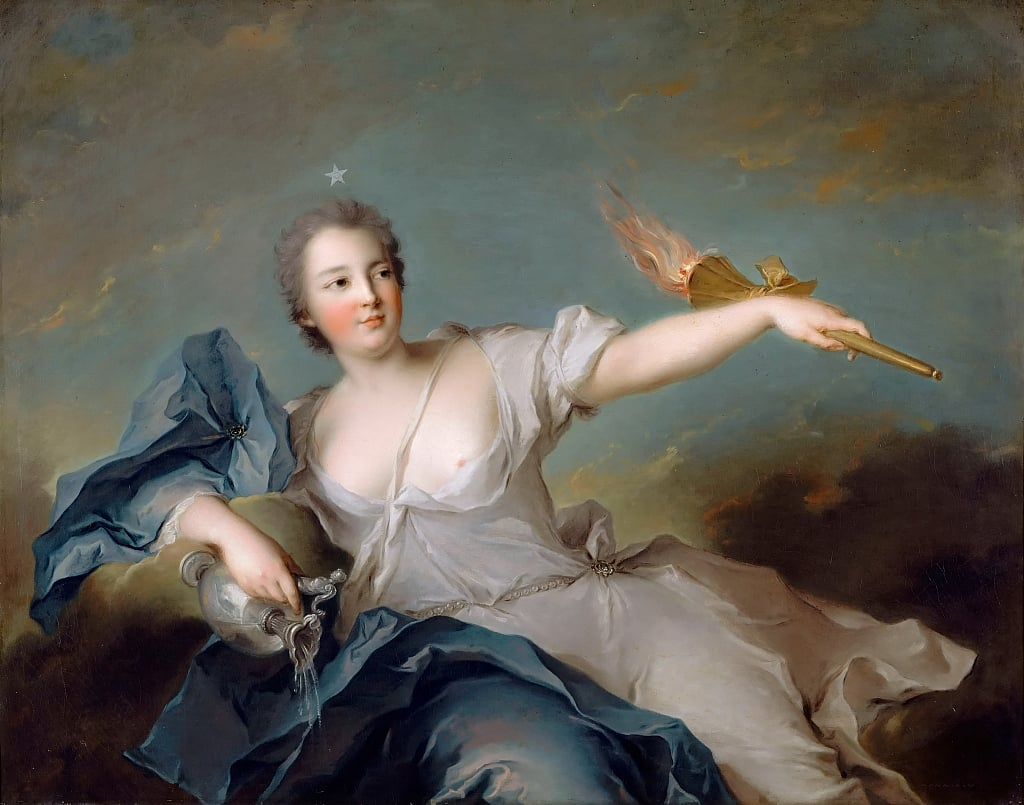
Marie-Anne (1717–1744)